# Wikinger Reisen

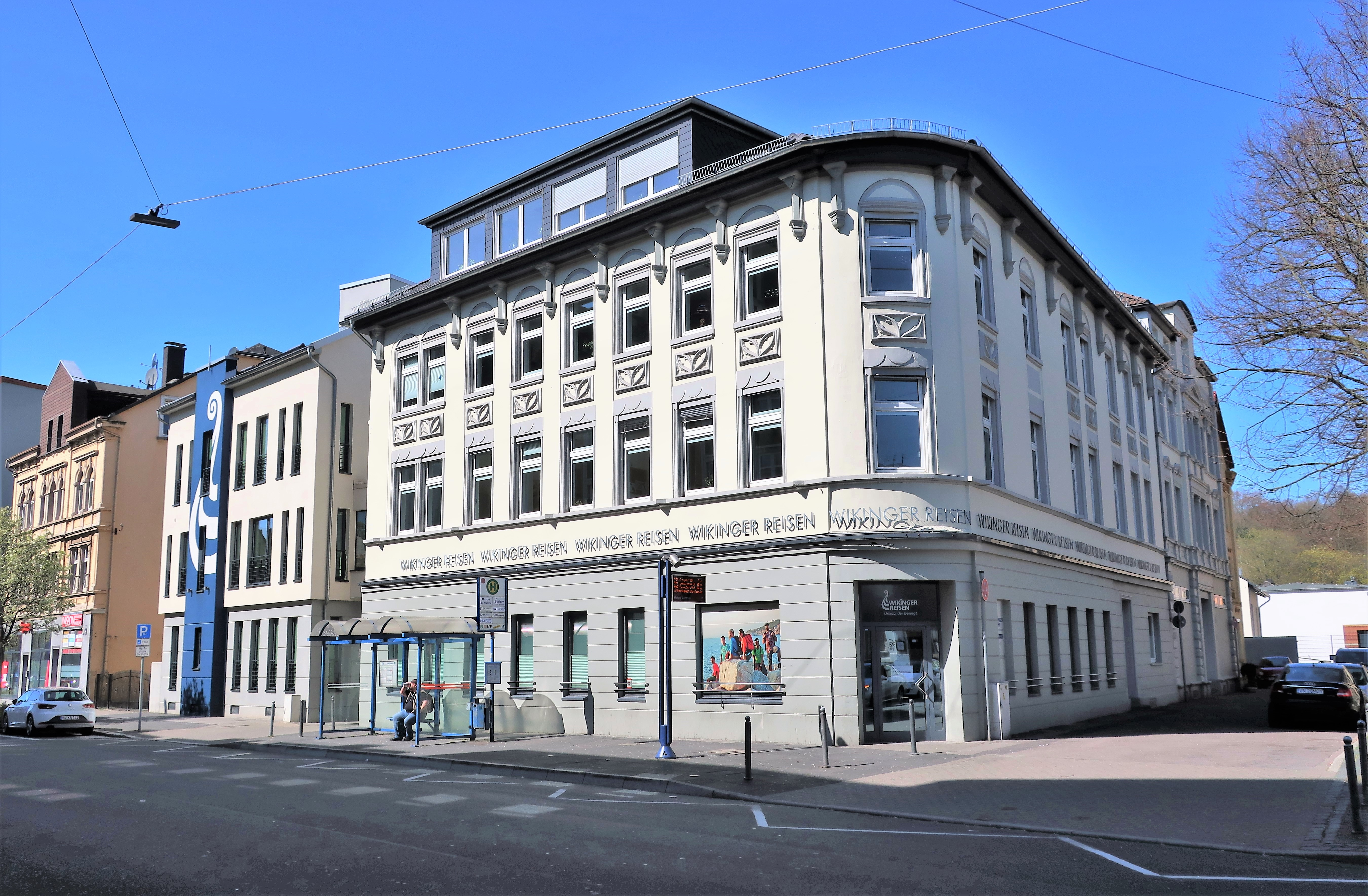
Wikinger Reisen Hagen-Haspe

Die Wikinger Reisen GmbH ist ein deutscher Reiseveranstalter mit Sitz im westfälischen Hagen. Das Unternehmen wurde 1969 gegründet und ist heute Marktführer in Europa für Wanderreisen.
Wikinger Reisen bietet für das Tourismussegment Aktiv- und Wanderreisen weltweit geführte und individuelle Reisen in unterschiedlichen Schwierigkeitsgraden an. Neben Radwander- und Trekking-Reisen ist das Unternehmen auch auf Wanderstudienreisen und Fernreisen spezialisiert.
Im Jahr 2017 waren über 62.000 Gäste mit dem Reiseveranstalter weltweit unterwegs. Das Unternehmen ist deutschlandweit in über 1.000 Reisebüros und 23 Repräsentanzen vertreten. Seit September 2011 kooperiert der Reiseveranstalter mit der Unternehmensgruppe DER Deutsches Reisebüro und nutzt ihr Filialnetz. Wikinger Reisen beschäftigt heute 92 feste Mitarbeiter, dazu kommen über 300 freiberufliche Reiseleiter.

## Unternehmensgeschichte
Bereits seit 1961 organisierte Hans-Georg Kraus als Leiter des Hans-Niermann Hauses in Rheine Wander- und Busreisen vor allem für Jugendgruppen. Im Jahr 1967 wurde durch ihn der gemeinnützige Verein Clubreisen für junge Leute ins Leben gerufen.
Im Jahr 1969 erfolgte die Gründung der Renta-Gruppenreiseservice GmbH, eigentlicher Vorläufer von Wikinger Reisen, durch Hans-Georg Kraus. Das Hauptaugenmerk der Geschäftstätigkeit lag auf der Organisation von Jugendgruppenreisen ins europäische Ausland. Das Unternehmen wurde mit Gruppenreisen so erfolgreich, dass man Mitte der 1970er Jahre eigene Chartermaschinen vom Typ Douglas DC-9 für die Strecken nach Trondheim und Helsinki unter Vertrag nehmen konnte.
Nach Umzug der Gründerfamilie von Rheine nach Hagen wurde 1972 die GmbH neu strukturiert und in Wikinger Reisen umbenannt. Neben Reisen für Jugendliche wurden nun auch für andere Altersgruppen vorwiegend Gruppenreisen innerhalb Deutschlands und Busreisen ins benachbarte Ausland sowie Skandinavien und Island angeboten. Die auch heute noch gültige Firmenphilosophie, die auf durch geschulte Reiseführer geführte Reisen in kleinen Gruppen, abseits großer Touristenzentren beruht, wurde in den 1970er Jahren entwickelt. Die erste Tour mit Zelten und Landrovern startete im Sommer 1972 nach Island. Im Jahr 1973 wurden erste Individualtouren mit dem Auto nach Skandinavien und ab 1985 Wanderreisen angeboten – das erste Programm lief auf La Gomera.
Das Unternehmen besaß bis in die 1990er Jahre feste Vertragsferienheime im norwegischen Todalen und Surnadalen sowie im schwedischen Skagersbrunn. Seit 1977 wurden – dem allgemeinen Reisetrend der Deutschen folgend – auch verstärkt Fernreisen nach Afrika, Nord- und Südamerika angeboten. Die Unterbringung war dem Reisekonzept folgend in der Regel recht einfach, meist in Form von Zeltcamps und Hütten.
Seit 1981 wurden auch Abenteuerreisen nach Asien und Neuseeland und Australien in das Programm aufgenommen. In den 1980er Jahren sank die Nachfrage an organisierten Gruppenreisen für Jugendliche, so dass das Programm 1990 aufgegeben wurde. Gleichzeitig wurden Konzepte für individuelle Abenteuerreisen, speziell für Jugendliche, entwickelt (z. B. Interrail + Fähre). Im Jahr 2007 wurde auf Teneriffa das erste Wikinger-Hotel eröffnet. In den letzten Jahren legte man besonderes Augenmerk auf die Schulung und Fortbildung der Reiseleiter. Fast alle Reiseleiter des Unternehmens besitzen akademische Abschlüsse mit geologischer, geographischer, biologischer oder kunsthistorischer Ausrichtung.
1999 übergab Hans Georg Kraus die Geschäftsführung an seinen Sohn Daniel Kraus. Seit Dezember 2020 wird das Unternehmen durch dessen Neffen, Janek Kraus, geführt.

## Soziales und ökologisches Engagement
Wikinger Reisen setzt sich für den Erhalt und die Förderung zahlreicher ökologischer und geotouristischer Projekte ein. Wikinger Reisen war einer der ersten Sponsoren des Geoparks Ruhrgebiet und ermöglichte durch das Sponsoring die Fertigstellung eines Teilstücks der GeoRoute Ruhr, dem Geopfad Kaisberg sowie den geologischen Profilen am Deilbachtal und Löwental.
Seit 1980 setzt sich das Unternehmen für konkrete soziale Projekte in den bereisten Ländern, insbesondere in Asien, Afrika und Lateinamerika ein. 1985 wurde dazu die Gesellschaft zur Förderung konkreter Entwicklungsprojekte gegründet, die 2005 in die vom Unternehmensgründer gegründete Georg-Kraus-Stiftung integriert wurde. Das erste konkrete Projekt zur Selbsthilfe war ein Spendenaufruf zur Anschaffung eines Wasserbüffels und eines Pfluges für eine Dorfgemeinschaft in Luzon (Philippinen).
Von 1991 bis Anfang des neuen Jahrtausends arbeitete das Unternehmen mit der gemeinnützigen, ecuadorianischen Nichtregierungsorganisation Jatun-Sacha-Stiftung zusammen, die sich für den Erhalt der tropischen Land- und Wasserökosysteme einsetzt. Neben dem Ankauf von tropischem Regenwald wurde auch die Einrichtung einer Krankenstation im Urwald finanziert.
Seit 2013 kooperiert Wikinger Reisen mit dem WWF Deutschland. Ziel der Zusammenarbeit soll es sein, die Nachhaltigkeit im Reisesektor voranzutreiben.
Der Unternehmensgründer Hans Georg Kraus übertrug 20 % der Anteile des Unternehmens an die nach seinem Vater benannte Stiftung, die sich nach wie vor für zahlreiche soziale und ökologische Projekte in Reiseländern, die Entwicklung eines nachhaltigen Tourismus sowie für Projekte zur Förderung gemeinsamen Wohnens im Alter einsetzt.

## Trivia
Während einer Skandinavien-Rundreise entwendete 1970 ein Busfahrer die Reisekasse der Gruppe und ließ die Touristen zurück. Als nach einer Fahndung durch Interpol der Mann gefasst wurde, war bereits das gesamte Geld ausgegeben.
1997 rückte das Unternehmen in die mediale Öffentlichkeit, als eine Gruppe von vier Deutschen unweit von Sanaa in Jemen entführt und 10 Tage gefangengehalten wurde.

## Auszeichnungen
Unternehmensgründer Hans-Georg Kraus wurde 2009 für sein soziales und unternehmerisches Engagement mit dem Verdienstorden der Bundesrepublik Deutschland ausgezeichnet.
Verschiedene Reiseangebote des Unternehmens sind auf der Internationalen Tourismus-Börse in den vergangenen Jahren mit der Goldenen Palme der Zeitschrift Geo ausgezeichnet worden, so 2007 die Trekkingreise Königreich Lesotho (1. Preis) und 2009 die thematische Portugalreise Zu Gast in den traditionellen Schieferdörfern des Pinhal (2. Preis).

## Belege
1. ↑  Bundesministerium für Wirtschaft und Technologie: Forschungsbericht N. 591: Grundlagenuntersuchung Freizeit und Urlaubsmarkt Wandern, Berlin 2010, S. 114 Archivierte Kopie (Memento des Originals vom 3. Dezember 2012 im Internet Archive)  Info: Der Archivlink wurde automatisch eingesetzt und noch nicht geprüft. Bitte prüfe Original- und Archivlink gemäß Anleitung und entferne dann diesen Hinweis. (PDF; 4,6 MB), abgerufen am 31. Januar 2013
2. ↑  Marktführer für Wanderurlaub legt zweistellig zu – über 13 Prozent mehr Gäste. Website Tourism-Insider Onlinemagazine, 29. November 2011. Abgerufen am 18. Januar 2013.
3. ↑  Kooperation Deutscher Wanderverband und Wikinger Reisen (Memento des Originals vom 4. März 2016 im Internet Archive)  Info: Der Archivlink wurde automatisch eingesetzt und noch nicht geprüft. Bitte prüfe Original- und Archivlink gemäß Anleitung und entferne dann diesen Hinweis. (PDF; 38 kB). Deutscher Wanderverband, 24. März 2011. Abgerufen am 21. Januar 2013.
4. ↑  Filialen und Partnerunternehmen, abgerufen am 20. März 2013
5. ↑  Kooperation zwischen Wikinger Reisen und DER (Memento des Originals vom 3. Januar 2014 im Internet Archive)  Info: Der Archivlink wurde automatisch eingesetzt und noch nicht geprüft. Bitte prüfe Original- und Archivlink gemäß Anleitung und entferne dann diesen Hinweis., touristik aktuell vom 12. September 2011, abgerufen am 31. Januar 2013
6. ↑  Eva Bender: 40 Jahre Wikinger Reisen (Firmenchronik), Hagen 2009, 70 S. (), abgerufen am 4. März 2021.
7. ↑  Eva Bender: 40 Jahre Wikinger Reisen (Firmenchronik), Hagen 2009, 70 S.,, abgerufen am 4. März 2021.
8. ↑  Geopfad Kaisberg mit den Beschreibungen der Infotafeln (Memento des Originals vom 7. August 2014 im Internet Archive)  Info: Der Archivlink wurde automatisch eingesetzt und noch nicht geprüft. Bitte prüfe Original- und Archivlink gemäß Anleitung und entferne dann diesen Hinweis., abgerufen am 23. Januar 2013
9. ↑  Mehr als nur ein Abenteuer, Deutsches Ärzteblatt, 1999, abgerufen am 25. Januar 2013
10. ↑  Wikinger Reisen und WWF Deutschland starten Partnerschaft für nachhaltigeres Reisen wwf.de
11. ↑  Wikinger Reisen & WWF Deutschland sind strategische Partner wikinger-reisen.de
12. ↑  , abgerufen am 4. März 2021.
13. ↑  Rückkehr der deutschen Geiseln aus dem Jemen. Berliner Zeitung, 9. April 1997; abgerufen am 24. Januar 2013.
14. ↑  Verleihung der Goldenen Palme 2007., abgerufen am 25. Januar 2013.